# Стошовицкий замок
Стошовицкий замок (пол. Zamek w Stoszowicach, нем. Schloss Peterwitz) — замок в селе Стошовице в гмине Стошовице Зомбковицкого повята Нижнесилезского воеводства в Польше.

## История
В 1378 году были упомянуты местные укрепления. Сам замок был построен в XV веке. С 1536 года Стошовицы принадлежали Райбницам, с 1550 года — Гелхорнам, впоследствии также Зедлицам. Во времена Фабиана фон Райхенбаха был построен комплекс из трех крыльев, который был окружен куртиной. Позже владельцами замка снова стал род Зедлицев, а после — Ностицев. С 1820 по 1945 год замком владел род Страхвицев.
После 1945 года замок использовался сельскохозяйственным производственным кооперативом. Сегодня замок находится в частной собственности.

## Архитектура
Замок по сей день частично окружен валами, рвом и крепостными стенами с бастионами. Главное здание замка окружают три башни с заостренными верхушками. Крылья здания граничат с внутренним двором, окруженным аркадами.